# Materialien zu einer Kritik der bekanntesten Gedichtform italienischen Ursprungs
Materialien zu einer Kritik der bekanntesten Gedichtform italienischen Ursprungs ist ein Sonett von Robert Gernhardt (1937–2006). Es ist eine ironische Invektive (Schmährede) des lyrischen Ichs gegen Sonette. Es wurde erstmals 1979 im Zeitmagazin veröffentlicht.

## Inhalt und Aufbau
Das lyrische Ich beleidigt in dem Sonett sowohl die Gedichtform selbst als auch die Autoren, die Sonette schreiben.
Die erste Strophe beginnt das lyrische Ich mit der Feststellung, dass es Sonette beschissen finde (V. 1), und bringt seine Abneigung gegen Sonette und ihre Formstrenge zum Ausdruck. In der zweiten kritisiert es Autoren, die auch in modernen Zeiten Sonette schreiben. In der dritten sagt es aus, dass allein das Wissen, dass es noch Menschen gibt, die Sonette schreiben, Wut in ihm hochkochen lasse. In der letzten Strophe drückt es sein Unverständnis für solche Menschen aus und endet mit der erneuten Aussage, Sonette beschissen zu finden (V. 14).
Allein schon am Inhalt lässt sich eine durchdachte Aufbaustruktur erkennen. So lauten der erste und letzte Vers ähnlich. Diese ringförmige Anordnung lässt sich thematisch auch in Teilen darin ersehen, dass die Wut und deren Auslöser – die Autoren von Sonetten – im Kern des Gedichts von den ersten und letzten Versen flankiert werden. Der Höhepunkt der Wut des lyrischen Ichs lässt sich vor allem im ersten Terzett ausfindig machen.

## Sprachlich-formale Analyse
Gernhardts Sonett besteht aus vier Strophen, die in zuerst zwei Quartette und dann zwei Terzette zerfallen, die in einem fünfhebigen Jambus rhythmisiert sind. Das Reimschema ist abab cdcd efe faa, also ein dominierender Kreuzreim, der mit einem Paarreim am Ende durchbrochen wird. Dieser Aufbau entspricht am ehesten dem Shakespeare-Typ von Sonetten, wobei statt drei Quartetten mit einem Paar in zwei Quartette und zwei Terzette gegliedert wird. Das Gedicht gilt als Gernhardts bekannteste Textsortenparodie.
Das Wortfeld des Gedichts ist geprägt von Vulgarismen (z. B. „beschissen“ V. 1, „Scheiß“ V. 5, „Wichsereien“ V. 10). Dies deutet schon auf eine niedrige Sprachebene, auf die der Autor abzielt. Darüber hinaus lassen auch Wendungen aus dem Soziolekt einer bestimmten Szene (z. B. „Macker“ V. 11, „Ich tick’ es nicht“ V. 12), das Satzfragment in Vers 5 und die Reparatur in V. 6 oder die vielen apokopierten Vokale (vgl. V. 1, 8, 12) darauf schließen, dass Gernhardt den Eindruck eines fließenden, nicht als künstlich empfundenen Gedichts erwecken will. Die Sprecherinstanz spricht nicht geplant, sondern aus ihrer Wut heraus spontan.

## Deutung
Das Gedicht gilt als bemerkenswertes Beispiel für einen performativen Widerspruch: Die wütende Invektive gegen die Gedichtform Sonett kleidet sich in eben diese Gedichtform, die abzulehnen sie wortgewaltig vorgibt. Die hier offensichtliche Ironie soll die satirische Intention des Autors hervorheben. Gernhardt kritisiert nicht Sonette oder ihre Autoren, er verteidigt sie vielmehr und, das zeigt die Parodie des szenetypischen Jargons, kritisiert die unreflektiert-ablehnende Geisteshaltung, in der das lyrische Ich die Form, in der es spricht, nicht erkennt. Durch den humoristisch-ironischen Ansatz entsteht eine stärkere Bindung zwischen Gedicht und Rezipienten. Spannung, die zwischen Kritisiertem und Darstellung herrscht (vgl. V. 2), wird somit aufgelöst. Der Leser des Gedichts wird dazu animiert, über die Aussagen der Sprecherinstanz zu reflektieren.

## Rezeption
Die Erstveröffentlichung des Gedichts im Zeitmagazin 1979 löste einen Sturm von über 20 empörten Leserbriefen aus. Gernhardt verfasste daraufhin einen klärenden Brief, in dem er angab, „nicht Verscheißerung des Sonetts, Verarschung der kurrenten Szenesprache sei das Anliegen meines Sonetts gewesen“. In der Folge erfuhr das Gedicht jedoch „höchste Weihen“: Kein anderes Werk Gernhardts wurde so häufig in Anthologien aufgenommen wie die Materialien.

### Ausgaben
- Robert Gernhardt: Wörtersee. Gedichte und Bildergeschichten. Zweitausendeins, Frankfurt am Main 1981.
- Robert Gernhardt: Gesammelte Gedichte 1954–2006. S. Fischer, Frankfurt am Main 2017, ISBN 978-3-596-90659-8.

### Sekundärliteratur
- Robert Gernhardt: Herr Gernhardt, warum schreiben Sie Gedichte? Das ist eine lange Geschichte. In: derselbe: Reim und Zeit. Gedichte. Reclam, Stuttgart 1990, ISBN 3-15-008652-3, S. 109–116.
- Ivo Braak, Martin Neubauer: Poetik in Stichworten. Literaturwissenschaftliche Grundbegriffe. Eine Einführung. 8. Auflage. Borntraeger, Berlin/Stuttgart 2001, ISBN 3-443-03109-9.
- Hans-Walter Schmidt-Hannisa: Erniedrigen – um zu erhöhen. Sonettistische Sonettkritik bei Robert Gernhardt und einigen seiner Vorläufer. In: Klaus H. Kiefer, Armin Schäfer, Hans-Walter Schmidt-Hannisa (Hrsg.): Das Gedichtete behauptet sein Recht. Festschrift für Walter Gebhard zum 65. Geburtstag. Lang, Frankfurt am Main u. a. 2001, S. 99–114.